# The Dark Is Rising
The Dark Is Rising (på engelska även känd som The Dark Is Rising Sequence) är en brittisk barnboksserie i genren fantasy, skriven av författaren Susan Cooper. Serien är en pentalogi och utgiven av förlaget Random House mellan åren 1965 och 1977. På svenska har böckerna tryckts i ett flertal upplagor och utgåvor av Bonnier Carlsen. Den senaste kom under 2016 som e-bok och ljudbok med skådespelaren Harald Leander som uppläsare i en produktion gjord av Storyside för Storytel.
Handlingen utspelar sig på den engelska landsbygden och kretsar kring pojken Will Stanton samt syskonen Simon, Jane och Barney Drew, som dras in i en maktkamp mellan gott (Ljuset) och ont (Mörkret). Serien har inslag av Arturlegenden och keltisk mytologi.
En filmatisering baserad på den andra boken En ring av järn släpptes 2007. I mars 2016 rapporterades det att Sky arbetade med att skapa en tv-serie av The Dark Is Rising. I december 2022 adapterades En ring av järn till ett radioprogram av BBC.

## Bakgrund
Serien inleddes med Ovan hav, under sten, som Cooper började skriva 1963 i New England. Boken blev avvisad av 20 olika förlag innan dess utgivning 1965 av London-förlaget Jonathan Cape, numera ägt av Random House. Den följdes upp av fyra uppföljare, där avslutande delen Silverträdet släpptes 1977.

## Böcker
Samtliga fem böcker finns i svensk översättning av Jadwiga P. Westrup. I Sverige utkom En ring av järn först. Den fjärde boken Gråkungen har belönats med Newberymedaljen.
| Lista över de fem böckerna | Lista över de fem böckerna   | Lista över de fem böckerna | Lista över de fem böckerna | Lista över de fem böckerna | Lista över de fem böckerna  |
| Originaltitel              | Första utgivning på engelska | Sidor                      | Kapitel                    | Svensk titel               | Första utgivning på svenska |
| -------------------------- | ---------------------------- | -------------------------- | -------------------------- | -------------------------- | --------------------------- |
| Over Sea, Under Stone      | 1965                         | 252                        | 14                         | Ovan hav, under sten       | 1983                        |
| The Dark Is Rising         | 1973                         | 216                        | 13                         | En ring av järn            | 1982                        |
| Greenwitch                 | 1974                         | 147                        | 13                         | Lövhäxan                   | 1983                        |
| The Grey King              | 1975                         | 208                        | 13                         | Gråkungen                  | 1984                        |
| Silver on the Tree         | 1977                         | 269                        | 20                         | Silverträdet               | 1985                        |